# ハッド (潜水艦)
ハッド (USS Haddo, SS-255) は、アメリカ海軍の潜水艦。ガトー級潜水艦の一隻。艦名はアメリカ合衆国及びカナダ沿岸に生息するカラフトマス（ピンクサーモン）の通称に因む。なお、退役から18年後にパーミット級原子力潜水艦6番艦として2代目「ハッド (SSN-604)」が就役している。

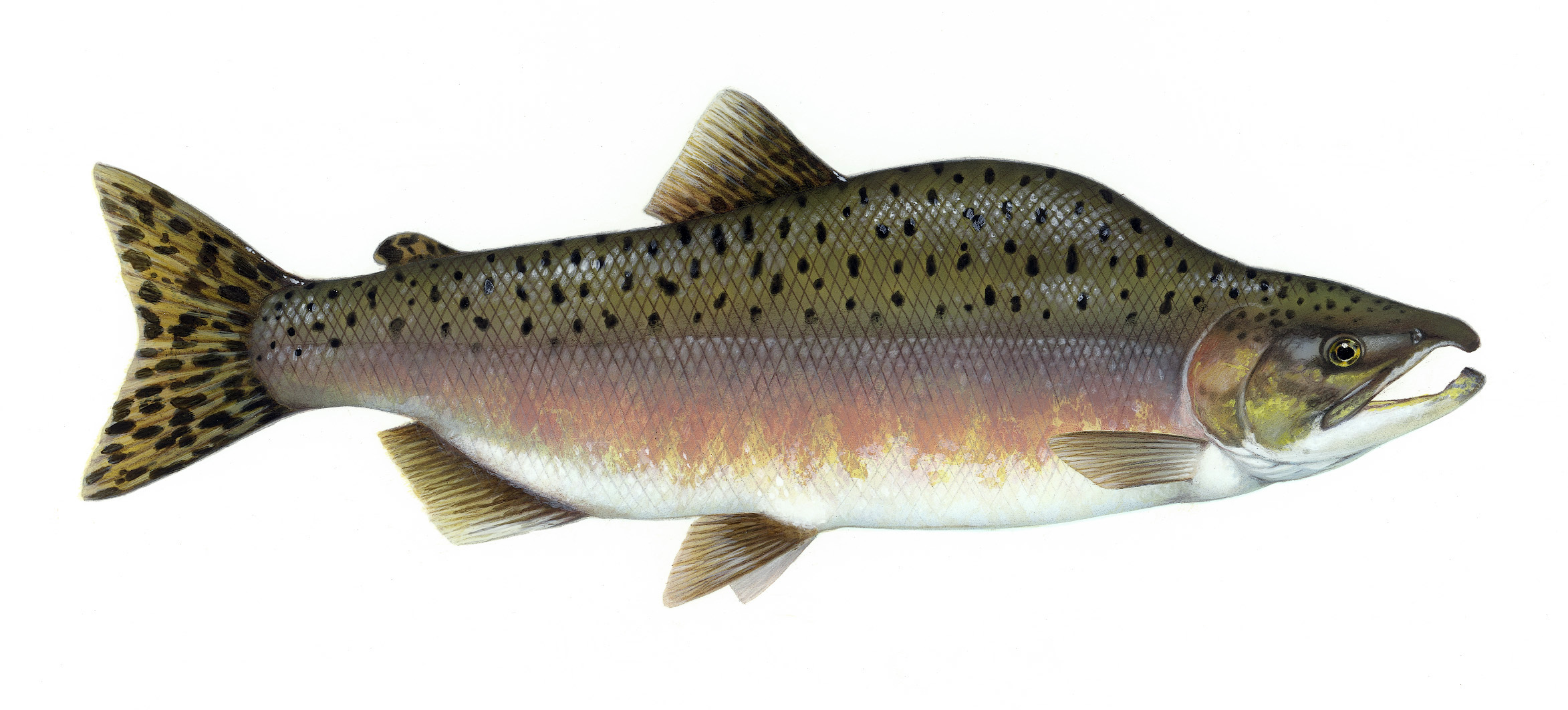
カラフトマス（通称Haddo）

## 艦歴
「ハッド」はコネチカット州グロトンのエレクトリック・ボート社で起工する。1942年6月21日にチャールズ・F・ラッセル夫人によって進水し、艦長ウォーレス・L・レント少佐（アナポリス1925年組）の指揮下10月9日に就役する。

### 大西洋での第1から第3の哨戒 1943年4月 - 7月
「ハッド」はニューイングランド水域での整調後、1943年4月9日にニューロンドンを出航。最初の哨戒を兼ねてスコットランドのロスネースへの大洋航路を警戒巡航する。4月30日、21日間の哨戒を終えてロスネースに帰投。第50潜水艦部隊に合流し、ノルウェーに潜むドイツ艦隊の出動に備えた。
5月18日、「ハッド」は2回目の哨戒でアイルランド西方海上に向かった。しかし、この哨戒では敵を見なかった。6月23日、37日間の行動を終えてロスネースに帰投。艦長がジョン・コーブス少佐（アナポリス1930年組）に代わった。
7月10日、「ハッド」は3回目の哨戒で大西洋に向かった。この時点で、この方面は獲物が少ないことがはっきりしており、「ハッド」や僚艦はそのままアメリカ本国に帰ることとなった。7月29日、19日間の行動を終えてニューロンドンに帰投。帰投後、8月17日から18日にかけて、ニューポートに於いてMk18型電池魚雷の試験に従事した。その後、太平洋艦隊に配属されることとなり、8月21日にニューロンドンを出航。パナマ運河を経由して9月13日にカリフォルニア州メア・アイランド海軍造船所に到着し、オーバーホールに入った。このオーバーホールで、旧式でトラブルが多く信頼性に欠けていたH.O.R.エンジンを、本来搭載されるGM社製278A16気筒エンジンに換装した。オーバーホールが終わると真珠湾に回航され、11月25日に到着した。

### 第4、第5、第6の哨戒 1943年12月 - 1944年7月
12月14日、「ハッド」は4回目の哨戒でタリビー (USS Tullibee, SS-284) 、ハダック (USS Haddock, SS-231) 、ハリバット (USS Halibut, SS-232) とともにフィリピン方面に向かった。ルソン島沿いを行動して敵とのいくつかの接触を得たものの、戦果を挙げることはなかった。1944年2月4日、53日間の行動を終えてフリーマントルに帰投。艦長が太平洋艦隊司令長官チェスター・ニミッツの長男であるチェスター・W・ニミッツ・ジュニア少佐（アナポリス1936年組）に代わった。
2月29日、「ハッド」は5回目の哨戒で南シナ海に向かった。ジャワ海、マカッサル海峡を経て哨戒海域に入るコースを進み、3月8日に南緯07度59分 東経115度03分 / 南緯7.983度 東経115.050度のロンボク海峡で敵艦船を発見して魚雷を3本発射したが、魚雷が早期爆発を起こしたため失敗した。3月14日夜、南緯00度33分 東経119度08分 / 南緯0.550度 東経119.133度のマカッサル海峡北方でタンカーとその護衛艦を発見するが、その護衛艦は「旧スチュワート」に酷似していた。「ハッド」はタンカーに対して魚雷を3本、「旧スチュワート」に対して魚雷を3本の計6本発射し、1つの不確実な命中を記録した。「ハッド」はミンドロ海峡を経由して南シナ海に入り、インドシナ半島沖に進む。3月23日夜、北緯14度34分 東経109度25分 / 北緯14.567度 東経109.417度のキノン北方25kmの地点で海軍徴傭船「第三寿宝丸」（入交商店、430トン）を発見し、魚雷を2本発射したが命中した様子がなかったので、浮上して4インチ砲で砲撃し、海岸に座礁させた。3月29日未明、「ハッド」は北緯17度39分 東経109度54分 / 北緯17.650度 東経109.900度の海南島近海でレーダーによりタサ13船団を発見。魚雷を4本発射し、輸送船「日安丸」（日産汽船、6,197トン）に命中させて損傷を与えた。4月1日未明にも「ハッド」は北緯16度36分 東経109度06分 / 北緯16.600度 東経109.100度の地点で沿岸輸送船と護衛艦を発見し、魚雷を2本発射して1本を命中させたと判断した。4月4日夜にもレーダーで13ノットで航行中と思われる大きな目標を探知し、翌4月5日未明に北緯12度16分 東経111度20分 / 北緯12.267度 東経111.333度の地点で浮上攻撃によりタンカー「永洋丸」（日本油槽船、8,673トン）と護衛艦に対し魚雷を計7本発射したが、命中しなかった。4月22日、54日間の行動を終えてフリーマントルに帰投した。
5月18日、「ハッド」は6回目の哨戒で東インド諸島、セレベス海方面に向かった。5月30日にモロタイ島沖で航空機の制圧を受けて潜航避退した後、浮上して観測すると6隻の輸送船団を発見。攻撃を試みたが、どうしても射程圏に接近することができなかった。6月11日、北緯07度13分 東経123度13分 / 北緯7.217度 東経123.217度の地点で2隻の250トン級トロール船型輸送船を発見し、浮上砲戦で撃沈した。6月14日まではタウィタウィに在泊している第一機動艦隊（小沢治三郎中将）の監視を行った。その後航空機に発見され、以後の10日間は「発見されては潜航して避退」の繰り返しだった。7月16日、59日間の行動を終えてフリーマントルに帰投した。

### 第7の哨戒 1944年8月 - 10月
8月8日、「ハッド」は7回目の哨戒でヘイク (USS Hake, SS-256) 、ハーダー (USS Harder, SS-257) 、とウルフパックを構成し、南シナ海およびルソン島近海に向かった。8月18日昼過ぎ、レイ (USS Ray, SS-271) がパラワン島沖でミ12船団を発見し、陸軍タンカー「南星丸」（拿捕船、元イギリス船プレイドン/日東汽船委託、5,878トン）を撃沈した。「レイ」は以後もミ12船団と接触を続けたが、ミ12船団は8月20日にミンドロ島パルアン湾に入泊。同じ日の夜に「ハーダー」からミンドロ島カラビテ岬沖で会合するという連絡が入った。翌8月21日未明、「ハッド」は「ハーダー」と会合し、「レイ」とウルフパックを組んでいたレイトン (USS Raton, SS-270) 、ギターロ (USS Guitarro, SS-363) も呼び寄せてあることを教えられる。ミ12船団は朝に航行を再開してマニラに向かった。ウルフパックは、ミ12船団が湾外に出てくるところを見計らって船団を攻め立てた。「ハッド」は7時30分ごろに北緯13度23分 東経120度19分 / 北緯13.383度 東経120.317度の地点で3隻の輸送船に対し魚雷を6本発射し、輸送船「のるほうく丸」（川崎汽船、6,576トン）の左舷機関室に1本が命中して、輸送船「金龍丸」（大光商船、4,392トン）にも魚雷が命中。「のるほうく丸」は急速に沈み、8時過ぎには「金龍丸」も沈没した。また、2TL型戦時標準タンカーの「太栄丸」（日東汽船、10,045総トン）にも魚雷1本が向かったものの、魚雷は中央部船底下を通過してルソン島の岩に命中して爆発した。護衛艦は100発以上もの爆雷を投下したものの、ウルフパックにはなんら損害はなかった。攻撃が終わると、「ハッド」は「ハーダー」とともにマニラ湾に向かった。

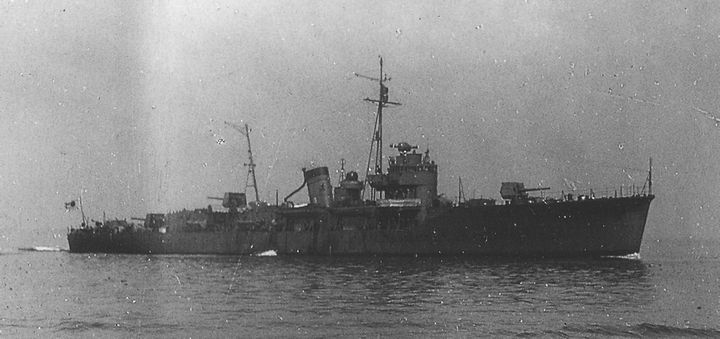
海防艦「佐渡」

翌8月22日4時ごろ、「ハッド」と「ハーダー」は北緯14度25分 東経120度00分 / 北緯14.417度 東経120.000度のバターン半島マリベレスの西方50キロ地点で、レーダーにより3個の目標を探知した。この3個の目標は、ヒ71船団を護衛して8月18日から21日にかけて対潜掃討を行い、その後マニラに向かっていた海防艦「佐渡」「松輪」「日振」であった。海防艦はルソン島寄りから「松輪」「日振」が平行し、「佐渡」はその後ろを航行し三角形の陣形を成していた。2隻は機会をうかがいつつ追尾したが、「ハッド」からはやや攻撃しにくい態勢だったらしく、ニミッツは攻撃すべきかどうか判断しかねていた。「ハーダー」艦長サミュエル・D・ディーレイ少佐（アナポリス1930年組）から「（攻撃は）いけそうだ。目標は小さくない」とニミッツにはっぱをかけ、ともに雷撃を行った。「ハッド」と「ハーダー」が一斉に雷撃を行った結果、魚雷は槍襖のように海防艦に向かっていき、いずれも命中する結果となった。「ハッド」は魚雷を3本発射。うち1本は「佐渡」の中央部に命中し、航行不能に陥らせた。間髪入れず二度目の攻撃で魚雷を3本発射したが、これは命中しなかった。三度目の雷撃でも魚雷を3本発射し、再び佐渡に命中させて、遂に撃沈した。また、後部だけ浮いていた「日振」や「松輪」には命中せず、両艦は「ハーダー」が仕留めた。「ハッド」は夜に入って別の駆逐艦を発見し魚雷を4本発射したが、命中しなかった。

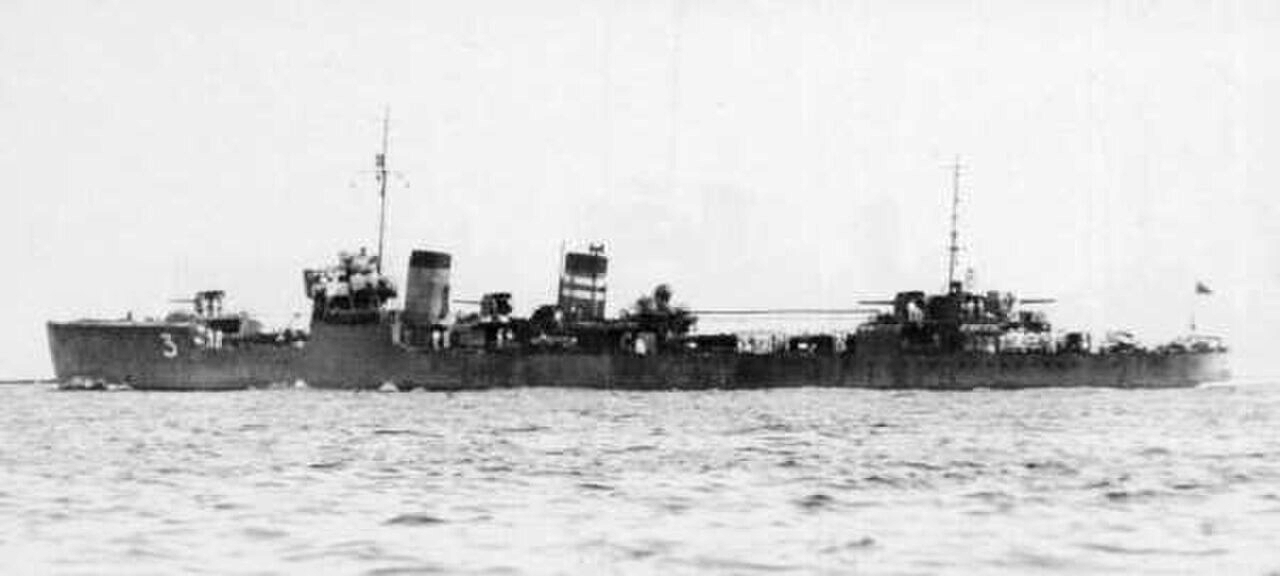
駆逐艦「朝風」（1924年）

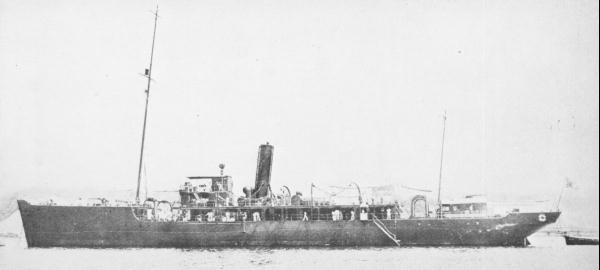
測量艦「勝力」

8月23日朝、「ハッド」と「ハーダー」は北緯16度06分 東経119度44分 / 北緯16.100度 東経119.733度のルソン島ボリナオ沖でタンカー「二洋丸」（浅野物産、10,022トン）と駆逐艦「朝風」を発見。「ハッド」は「二洋丸」を攻撃するつもりで魚雷を5本発射したが、魚雷は「朝風」に1本が命中。大破し、行動不能となった「朝風」は付近を通りかかった機帆船の曳航でダソル湾に座礁したが夜になって沈没した。この攻撃で「ハッド」は魚雷を使い果たしたが、今回の哨戒がまだ10日あまりしか経っていなかったので、一旦ミオス・ウンディ島に戻って魚雷を補給してから哨戒を再開することにして、「ヘイク」と入れ替わるように「ハーダー」と別れた。ハーダーは翌日討ち取られた。8月30日、「ハッド」はミオス・ウンディ島に到着し補給を行った。補給を終えて9月3日に出航。9月7日に輸送船団を発見して攻撃に移ろうとしたが、護衛艦に発見され潜航避退を余儀なくされ、その間に目標の輸送船団は去ってしまった。翌9月8日には北緯11度48分 東経121度10分 / 北緯11.800度 東経121.167度の地点で日の丸を掲げたサンパンを発見し、浮上砲戦で撃ち沈めた。その後スービック湾方面に移動し、フィリピンを空襲する第38任務部隊（マーク・ミッチャー中将）の支援に従事した。9月20日、北緯13度27分 東経120度15分 / 北緯13.450度 東経120.250度のミンドロ島カラビテ岬沖で輸送船団を発見し、魚雷を4本発射して「神風型駆逐艦」に1つの命中があったことを報告。9月21日には病院船「高砂丸」（大阪商船、9,347トン）を発見したが、当然ながら無視。ニミッツ艦長は「高砂丸」のことを「美しい病院船」と戦時日誌に記した。その夜、「ハッド」は小雨が降る中で、ブルネイに向かっていた測量艦「勝力」を発見。「ハッド」は魚雷6本を発射し、うち1本が右舷前部に命中した「勝力」はあっという間に前部につんのめるようにして沈んでいき、北緯13度03分 東経119度20分 / 北緯13.050度 東経119.333度の地点で沈没した。9月22日には、第38任務部隊の搭乗員を救助した。10月3日、52日間の行動を終えてフリーマントルに帰投。ニミッツ艦長は一連の哨戒で海軍殊勲部隊章を受章して転属した。これにより、艦長がフランク・C・リンチ・ジュニア少佐（アナポリス1938年組）に代わった。

### 第8、第9の哨戒 1944年10月 - 1945年7月
10月28日、「ハッド」は8回目の哨戒でルソン島西岸方面に向かった。11月9日午後、北緯12度24分 東経120度45分 / 北緯12.400度 東経120.750度のミンドロ海峡でB02船団を発見して魚雷を3本発射し、魚雷は特設運送船（給油）「第二菱丸」（近海油槽船、856トン）に命中して撃沈した。11月25日には北緯14度01分 東経119度20分 / 北緯14.017度 東経119.333度のマニラ湾口西南西海上で海防艦「占守」と「第13号海防艦」を発見。魚雷を6本発射し、「占守」の艦首に魚雷を1本命中させて撃破した。12月6日夜にも北緯14度43分 東経119度39分 / 北緯14.717度 東経119.650度の地点でシマ臨時船団を発見し、浮上攻撃で魚雷を計10本発射して3つの爆発を確認し、特設運送船（給油）「第三共栄丸」（共栄タンカー、1,182トン）と交戦した。敵艦船攻撃の合間には前回に引き続いて搭乗員救助の任務に当たったあと、「ハッド」は本国への帰還を命じられた。12月27日、60日間の行動を終えて真珠湾に帰投。3日後に出航し、1945年1月5日にメア・アイランド海軍造船所に到着してオーバーホールに入った。オーバーホールを終えると5月16日に真珠湾を出航し、サイパン島タナパグ港に進出した。
5月31日、「ハッド」は9回目の哨戒で東シナ海、黄海方面に向かい、ティランテ (USS Tirante, SS-420) 、シーオウル (USS Sea Owl) 、パファー (USS Puffer, SS-268) のウルフパックに合流した。前半は長崎近海で哨戒し、6月13日朝には北緯32度30分 東経128度56分 / 北緯32.500度 東経128.933度の地点で海防艦に対して魚雷を3本発射して少なくとも1本を命中させ、目標の撃沈を報じる。後半は朝鮮半島近海に狩場を変えた。7月1日昼ごろ、「ハッド」は北緯38度08分 東経124度35分 / 北緯38.133度 東経124.583度の朝鮮半島西岸長山串付近で、霧の中で大連から徳山に向かっていたタフ船団の接近をレーダーで探知。まず魚雷を計8本発射し、7つの爆発を報じる。この攻撃で3隻の輸送船、「坤利丸」（政記輸船、3,106トン）、「第一大雲丸」（大阪商船、2,220トン）および「新蜜紹号」（蜜紹商船、3,106トン）を一気に撃沈した。続いてMk28型誘導魚雷を発射して「第72号海防艦」の艦尾に魚雷を命中させて撃沈。「ハッド」は浮上してその場を立ち去ろうとしたが、他の護衛艦の射撃を受けて小破したので、潜航避退して難を逃れた。翌7月2日夕刻、北緯38度02分 東経124度41分 / 北緯38.033度 東経124.683度の地点で2隻のジャンクを浮上砲戦で撃沈し、大連沖に向かった。7月3日にも北緯38度27分 東経121度00分 / 北緯38.450度 東経121.000度の地点でディーゼルトロール船あるいは小型タンカーを発見し、まず40ミリ機関砲で射撃を行ったのち、浮上したまま魚雷を3本発射したものの命中せず、哨戒艇をうまく交わした。7月16日、46日間の行動を終えてグアム島アプラ港に帰投した。
8月10日、「ハッド」は10回目の哨戒で日本近海に向かったが、間もなく日本が降伏したため哨戒は終了した。終戦を迎えると、近辺にいた僚艦とともに東京湾に向かい、9月2日に戦艦ミズーリ (USS Missouri, BB-63) 艦上で行われた降伏文書調印式に参列した。参列後帰路に就き、真珠湾を経由して9月28日にパナマ運河を通過し、10月6日にニューロンドンに到着した。

### 戦後
「ハッド」は1946年2月16日に退役し保管された。そのまま現役に戻ることがないまま1958年8月1日に除籍され、1959年4月30日にスクラップとしてペンシルベニア州フィラデルフィアのルリア・ブラザーズ社に売却された。
7回目の哨戒における海軍殊勲部隊章に加えて、「ハッド」は第二次世界大戦の戦功で6個の従軍星章を受章した。第5、第7、第8、第9回目の哨戒は成功として記録された。